# No Entry
No Entry est un film indien réalisé par Anees Bazmee, sorti en 2005.

## Synopsis
Kishen (Anil Kapoor) a une femme jalouse, Kaajal (Lara Dutta), qui croit toujours qu'il a une maîtresse, alors qu'il lui est extrêmement fidèle et n'a pas la moindre idée de la trahir. Prem (Salman Khan) est mariée depuis plusieurs années à Pooja (Esha Deol) qui lui fait confiance alors que, à son insu croit-il, il entretient de nombreuses liaisons avec des jolies femmes, mais à la fin elle lui révèle qu'elle savait tout dès le début et pensait qu'il allait changer (« Je veux que tu sois mon mari chaque fois que j'aurai un enfant »). Il y a aussi l'ami de Kishen, Sunny (Fardeen Khan) alias Shekhar, qui tombe par hasard amoureux de Sanjana (Celina Jaitley). Kishen rencontre Bobby (Bipasha Basu), une call-girl. (Elle a été recrutée par Prem, qui a surpris Kishen prenant des photos de lui et de sa maîtresse et menacé de les envoyer à sa femme. Le plan est que Kishen tombe amoureux d'elle, et Prem veut voir s'il pourra cacher sa liaison.) Par la suite, Bobby et Kishen sont présentés comme un couple aux fiançailles de Shekhar et il se trouve que Kaajal est, elle aussi, invitée au mariage de Sunny et Sanjana. On devine comme la situation s'embrouille au moment où tous les couples se rencontrent.

## Fiche technique
- Titre original : No Entry
- Réalisation : Anees Bazmee
- Scénario : Anees Bazmee
- Musique : Anu Malik
- Paroles : Sameer
- Production : Boney Kapoor
- Pays d'origine :  Inde
- Langues : Hindî, Anglais
- Durée : 161 minutes

## Distribution
- Anil Kapoor : Kishen
- Salman Khan : Prem
- Fardeen Khan : Sunny
- Bipasha Basu : Bobby
- Esha Deol : Pooja
- Lara Dutta : Kaajal
- Celina Jaitley : Sanjana
- Boman Irani : Ministre P.J. Gupta
- Pratima Kazmi : Madame Gupta
- Sameera Reddy : Fille de la plage (apparition spéciale)
- Dinesh Hingoo
- Razak Khan : Johny Toteywala
- Anjaan Srivastav : Le Juge Saxena